# Totchagni
Totchagni est un arrondissement du département de Couffo au Bénin.

## Géographie
Totchagni est une division administrative sous la juridiction de la commune de Dogbo,.

## Démographie
Selon le recensement de la population effectué par l'Institut National de la Statistique Bénin en 2013, Totchagni compte 3377 habitants pour une population masculine de 1517 contre 1860 femmes pour un ménage de 561.